# Wapen van Noordrijn-Westfalen
Het wapen van de Duitse deelstaat Noordrijn-Westfalen werd in 1947 door heraldicus Wolgang Pagenstecher ontworpen en symboliseert de drie delen waar Noordrijn-Westfalen na de Tweede Wereldoorlog uit ontstond:  het (noordelijke) Rijnland, Westfalen en Lippe. Het wapen werd op 5 februari 1948 ingevoerd als het wapen van Noordrijn-Westfalen en de beschrijving van het wapen werd op 10 maart 1953 opgenomen in de grondwet van de deelstaat.

## Beschrijving
De officiële beschrijving van het wapen luidt in het Duits als volgt:
Das Landeswappen zeigt in gespaltenem Schild vorne in grünem Feld einen linksschrägen silbernen Wellenbalken, hinten im roten Feld ein springendes silbernes Ross und unten in einer eingebogenen silbernen Spitze eine rote Rose mit goldenen Butzen und goldenen Kelchblättern.
vertaling:
"Het deelstaatswapen toont een gespleten schild: aan de rechterzijde in een groen veld een naar links schuin aflopende zilveren golvende schuinbalk, aan de linkerzijde in een rood veld een springend zilveren ros en aan de onderzijde in een gebogen zilveren spits een rode roos met gouden knoppen en gouden kelkblaadjes."

## Verklaring
De golvende balk aan de heraldische rechterzijde symboliseert de Rijn in de zin van een sprekend wapen; de loop werd om esthetische redenen tegen de cartografische loop gedraaid. De Rijn staat voor het Rijnlandse deel van de deelstaat. De provincie Noord-Rijnland, die in 1945 voortkwam uit de Rijnprovincie, gebruikte een groen schild met een zilveren golvende schuinbalk als embleem en zag af van de Pruisische adelaar, die in maart 1926 in het schildhoofd van het provinciewapen werd geplaatst, naar een ontwerp van de heraldicus Wolfgang Pagenstecher dat door het parlement van de Rijnprovincie werd aangenomen. Vóór 1926 werd de Rijnprovincie vertegenwoordigd door de Pruisische adelaar met een groen hartschild, waarop de Rijn werd gesymboliseerd door een zilveren golvende balk die van rechts naar links liep. Dit wapen gaat terug op het wapen dat 1817 door Frederik Willem III van Pruisen toegekend was aan het Groothertogdom Nederrijn, dat in 1822 is opgegaan in de Rijnprovincie.
Het wapen op de heraldische linkerzijde is het Saksenros of het Westfaalse paard (met opgeheven staart). Het Saksenros staat voor de Westfaalse deel van de deelstaat. Door middel van verhalen en volkskunst herinnert het aan hertog Widukind, het stamhertogdom Saksen en de vereniging van volkeren van Saksen, die sinds de 4e eeuw in Westfalen woonden. In het midden van de 15e eeuw verscheen het rond dezelfde tijd op laatmiddeleeuwse Keuler-munten als symbool van het hertogdom Westfalen en in het wapen van de Welf-hertogen van Brunswijk-Lüneburg, die in het begin van de moderne tijd werden beschouwd als afstammelingen van hertog Widukind en door het gebruik van dit teken hun aanspraak op Oudsaksisch grondgebied benadrukten. In de eerste helft van de 19e eeuw verscheen het in de nationale wapenschilden van het koninkrijk Westfalen en het koninkrijk Hannover. In 1881 werd het als het wapen toegekend aan de provincie Westfalen. In de wapenschildtraditie van het koninkrijk Hannover hebben ook de provincie Hannover, de vrijstaat Brunswijk en de deelstaat Nedersaksen dit symbool overgenomen.
Het onderste zilveren veld met de gebogen spits stelt de Lippe-roos voor, het dynastieke symbool van het huis van Lippe, dat al voorkomt op een zegel van Hermann II van Lippe uit 1218. In het deelstaatswapen staat de roos voor het gebied Lippe, dat na de Tweede Wereldoorlog zijn onafhankelijkheid als vrijstaat moest opgeven en op 21 januari 1947 werd ingelijfd bij de deelstaat Noordrijn-Westfalen. In het voormalige staatswapen van Lippe, evenals in de meeste gemeentewapens van Lippe, wijst een van de vijf gouden kelkblaadjes recht naar beneden. De Lippe-roos in het wapen van Noordrijn-Westfalen is daarentegen 36 graden gedraaid, zodat een van de gouden kelkblaadjes recht omhoog wijst.

## Verwante wapens

Het wapen van het voormalige Groothertogdom Beneden-Rijn
Het wapen van de voormalige Rijnprovincie
Wapen van de voormalige provincie Westfalen
Het wapen van het Vorstendom Lippe
Wapen van de voormalige Vrijstaat Lippe